# Şerif Gören
Şerif Gören (Xanthi, Grecia, 14 de octubre de 1944-Mersin, Turquía, 8 de diciembre de 2024) fue un director de cine turco. Además de películas importantes bajo su propia firma, también es el ganador del premio Palma de Oro  en Festival de Cine de Cannes en 1982 por la película Yol, que había dirigido en nombre de Yılmaz Güney, que en ese momento estaba cumpliendo una pena de prisión por el asesinato del juez Yumurtalık Sefa Mutlu.

## Carrera
Gören comenzó su carrera cinematográfica como editor, y luego continuó como asistente de dirección de Yılmaz Güney. Él y Güney comenzaron a dirigir "Endişe" (La ansiedad) en 1974, al principio de lo cual Güney fue arrestado y enviado a prisión. Gören continuó dirigiendo Endişe, lo que hace que Endişe sea la primera película dirigida principalmente por él. Endişe fue una película exitosa que ganó seis premios en el 12° Festival de Cine de Antalya en 1975, incluyendo Mejor Película Nacional y Mejor Director Nacional
Dirigió más de treinta películas en una década. Sus actividades también trajeron algunos problemas. Como se desempeñó como presidente de la Asociación de Directores de Cine durante 1979-1980, fue arrestado tras el golpe militar de 1980. Después de su liberación, comenzó a dirigir "Yol" en 1981.

## Filmografía
- Umut (1970) (La esperanza, codirector junto a Yılmaz Güney)
- Endişe (Anxiety) (1974)
- Köprü (El puente) (1975)
- Deprem (El terremoto) (1976)
- İki Arkadaş (Dos amigos) (1976)
- Taksi Şoförü (1976/I)
- İstasyon (1977)
- Nehir (The River) (1977)
- Derdim Dünyadan Büyük (1978)
- Gelincik (1978)
- Almanya, Acı Vatan (1979)
- Aşkı Ben mi Yarattım? (1979)
- Kır Gönlünün Zincirini (1980)
- Feryada Gücüm Yok (1981)
- Herhangi Bir Kadın (1981)
- Yılanı Öldürseler (1981)
- Yol (1982) (El camino, junto a Yılmaz Güney)
- Alişan (1982)
- Tomruk (1982)
- Derman (1983)
- Güneşin Tutulduğu Gün (1983)
- Firar (1984)
- Güneş Doğarken (1984)
- Kurbağalar (1985)
- Adem İle Havva (1986)
- Kan  (1986)
- On Kadın (1987)
- Polizei (1988, Germany)
- Abuk Sabuk Bir Film (1990)
- Amerikalı  (1993)
- Kırık Ayna (2002) (mini) Serie de TV
- Serseri Aşıklar (2003) (mini) Serie de TV
- Ah İstanbul (2006)

## Premios y reconocimientos
Festival Internacional de Cine de Cannes
| Año  | Categoría        | Película | Resultado |
| ---- | ---------------- | -------- | --------- |
| 1982 | Palma de Oro     | Yol      | Ganador   |
| 1982 | Premios FIPRESCI | Yol      | Ganador   |